# Kenansville (Karolina Północna)
Kenansville – miasto w Stanach Zjednoczonych, w stanie Karolina Północna, siedziba administracyjna hrabstwa Duplin.